# WeWork
ウィワーク/ウィーワーク（英: WeWork Companies, Inc.）はアメリカ合衆国ニューヨーク州ニューヨーク市 に本社を置く、起業家向けのコワーキングスペースを提供するアメリカの企業。2024年2月現在、世界37か国600拠点以上、国内約40拠点でフレキシブルオフィスを展開している。

## 概要
2024年現在、世界37か国600拠点以上、国内約40拠点で50万人の会員にフレキシブルオフィスを展開している。。スタートアップの利用者が多いが、顧客としてマイクロソフト、アメリカンエキスプレス、レッドブル、ガーディアン、Airbnb、Uber、Yelp等も紹介されている。フリーランサーからも自宅以外の仕事場や福利厚生といった面や会員向けコミュニティの利便性を評価する声がある。
契約形態次第では会員は普段利用している店舗にだけでなく出張時などに世界のWeWorkも利用可能。2015年に建築事務所を買収しBIMという設計施工技術をオフィス開発に活用している。日本では2018年初めに東京に拠点を開設。
2019年1月The We Companyへブランド変更し、オフィスシェア事業のwework、共同生活型デザインのアパート運営のwelive、小学校を運営するwegrowの3つの事業に再編。しかし同社は2023年11月に破産申請。
2024年2月1日 - WeWork Japanが東京地方裁判所に民事再生法の適用を申請。即日再生手続きの開始が決定した。日本での事業は大株主のソフトバンクが新規設立した子会社「WWJ」が引き継いだ。
2024年現在、世界37か国600拠点以上、日本国内約40拠点で50万人の会員にフレキシブルオフィスを展開している。

## 沿革
- 2008年5月 - アダム・ニューマンとミゲル・マッケルビー（英語版）によりGreen Deskが創業される
- 2010年2月 - Green Deskを売却しWeWorkが創業される[15]
- 2011年4月1日 - ニューヨークに最初のSOHOロケーションを開設[16]
- 2014年12月16日 - シリーズDで3億5500万ドル調達し50億ドルの企業価値となる[17]
- 2015年
  - 8月5日 - 建築会社のCaseを買収[18]
  - 9月3日 - シリーズEで9億6900万ドル調達し100億ドルの企業価値となる[19]
- 2016年
  - 3月9日 - シリーズFで4億3000万ドル調達し160億ドルの企業価値となる[20]
  - 4月4日 - 賃貸住居「WeLive」を発表[21]
- 2017年
  - 3月20日 - ソフトバンクグループから3億ドル調達。合計30億ドルに達する見通し[22]
  - 4月25日 - 企業向けソフトウェアを扱うWeWork Services Store開設[23]
  - 6月30日 - シリーズGで7億6000万ドル調達し200億ドルの企業価値となる[24]
  - 7月18日 - ソフトバンクグループと合弁でWeWork Japanを設立[25]
- 2019年
  - 1月8日 - シリーズHでソフトバンクグループから20億ドルの調達とザ・ウィー・カンパニーへの商標変更を発表[26]
  - 9月24日 - 共同創業者のアダム・ニューマンがCEOから退いた[1]。不正会計などが報道された[27]。
  - 9月30日 - 同年8月14日に行っていた上場申請をに撤回した[28]。
  - 10月 - 経営刷新及び企業改革の為、スプリント再生を成功させた実質親会社SBGのマルセロ・クラウレがCEOに就任。4000人以上の人員削減など大規模なリストラを発表した。
- 2023年
  - 8月8日 - 著しい業績悪化を発表し、「継続企業として存続できるかどうか、かなりの疑念が存在する」と、事業の先行きが不透明であることを表明した[29]。
  - 11月6日 - ニュージャージー州連邦地方裁判所に連邦倒産法第11章の適用を申請[30]。
- 2024年2月1日 - WeWork Japanが東京地方裁判所に民事再生法の適用を申請。即日再生手続きの開始が決定した。同社事業はソフトバンクが新規設立した子会社「WWJ」が引き継いだ[14]。世界37か国600拠点以上、国内約40拠点で50万人の会員にフレキシブルオフィスを展開している。

## 料金プラン
| プラン名             | 月額最低料金 | 付与ポイント | 主な利用者                                                                         | サービス内容 |
| -------------------- | ------------ | ------------ | ---------------------------------------------------------------------------------- | --- |
| オンデマンド         | $45          | 2ポイント    | 個人やフリーランサー 出張者 1ヶ月に1週間未満の利用                                 | 月曜日～金曜日の朝9時～夜18時に利用可能 ワークスペースを予約の際は仕事開始予定時刻の1時間前までに予約が必要 |
| ホットデスク         | $220         | 2ポイント    | リモートワーカーやパートタイムワーカー 顧客との打ち合わせに 1ヶ月に1週間以上の利用 | 拠点ロケーションを1箇所選び事前予約なしで共用エリアの空いている席を24時間利用できる 他のロケーションは$50/日で利用可能 |
| 専用デスク           | $350         | 5ポイント    | スタートアップや小企業 コラボレーションや成長のために 毎日利用                     | 他のメンバーと共用するオープンエリアに専用ワークスペースが与えられる 私物を収納できる施錠可能なファイルキャビネットがある モノクロコピー(120部)とカラー印刷(20部)の利用料金が含まれる 郵便&荷物サービスが含まれる 保証金1.5ヶ月分(自動引落)か2.5ヶ月(クレジットカード)が必要 机1台ごとに$100の初期費用が必要 翌月も継続利用するかどうか毎月1日に意思表示が必要 |
| プライベートオフィス | $400以上     | 12以上       | 1～100人以上の企業 サテライトおよび既存のチーム 高い独立性とセキュリティのために   | 壁に囲まれた施錠可能なスペースが与えられる 会議室を利用しなくてもゲストを呼ぶことが可能 会社の成長に伴い拡張することも可能で料金や付与ポイントは契約内容により変動する |

- 備考
  - 毎月付与されるポイントは会議室やワークスペースの予約に使えるが、余った分を翌月には繰り越せない
  - ポイントを使いきっても$25/ポイントで購入可能
  - 各種アメニティ（インターネット・コーヒー、ビール等・キッチン・娯楽室）が利用できる
  - 共有スペースやイベントを通じて新たな人脈が作れる
  - WeWork Services Storeを利用することでエンタープライズソフトウェアの割引や特典を受けることができる
  - 人事管理代行大手TriNetの健康保険・生命保険や税務処理サービスが利用できる
  - 会社の登記に利用できる
  - 来客には会議室を借りて対応する(プライベートオフィスプランを除く)